# Bahrein hadereje
Bahrein hadereje három haderőnemből áll: a szárazföldi haderőből, a légierőből és a haditengerészetből.

## Fegyveres erők létszáma
- Aktív: 10 700 fő

## Szárazföldi haderő
Létszám
8500 fő
Állomány
- 1 páncélos dandár
- 1 gyalogos dandár
- 1 tüzér dandár
- 1 kisegítő dandár

Felszerelés
- 140 db harckocsi (M60A3)
- 46 db felderítő harcjármű
- 25 db páncélozott gyalogsági harcjármű
- 250 db páncélozott szállító jármű
- 84 db tüzérségi löveg: 22 db vontatásos, 62 db önjáró

## Légierő
Létszám
1200 fő
Állomány
- 1 közvetlen támogató század
- 2 vadászrepülő század
- 4 helikopteres század

Felszerelés
- 34 db harci repülőgép (F–5, F–16)
- 4 db szállító repülőgép
- 40 db harci helikopter

## Haditengerészet
Létszám
1000 fő
Hadihajók
- 16 db különböző feladatú hadihajó